# Stripsenkopf
Stripsenkopf är en bergstopp i Österrike.   Den ligger i distriktet Kufstein och förbundslandet Tyrolen, i den centrala delen av landet, 300 km väster om huvudstaden Wien. Toppen på Stripsenkopf är 1 807 meter över havet, eller 244 meter över den omgivande terrängen. Bredden vid basen är 2,5 km. Stripsenkopf ingår i Kaisergebirge.
Terrängen runt Stripsenkopf är bergig åt sydväst, men åt nordost är den kuperad. Närmaste större samhälle är Kufstein, 10,6 km väster om Stripsenkopf. 
Trakten runt Stripsenkopf består i huvudsak av gräsmarker. Runt Stripsenkopf är det ganska tätbefolkat, med 52 invånare per kvadratkilometer.